# Jean Spies
Jean Spies (* 27. November 1989 in Randburg) ist ein südafrikanischer Radsportler, der auf Straße und Bahn sowie mit dem Mountainbike aktiv ist. Bis einschließlich 2023 wurde er 29 Mal afrikanischer Meister auf der Bahn und ist damit einer der dominierenden Radsportler des Kontinents.

## Sportlicher Werdegang
2011 wurde Jean Spies südafrikanischer Meister in der Mannschaftsverfolgung. Bei den afrikanischen Meisterschaften 2015 in Waterburg, Südafrika, errang er insgesamt fünf Medaillen, zwei silberne und drei bronzene. Im Jahr darauf, bei den afrikanischen Meisterschaften im marokkanischen Casablanca wurde er Afrikameister im Punktefahren sowie im 1000-Meter-Zeitfahren. 2017 wurde er fünffacher Afrikameister, 2018 errang er ebenfalls fünf Titel. 2019, 2020 und 2021 wurde er weitere Mal kontinentaler Meister in den Kurzzeitdisziplinen auf der Bahn; bis einschließlich 2021 errang er 23 afrikanische Titel.
Spies startet auch bei Mountainbikerennen.

## Erfolge
2011
- Südafrikanischer Meister – Mannschaftsverfolgung (mit Clint Hendricks, James Perry und Nolan Hoffman)

2015
- Afrikameisterschaft – Scratch
- Afrikameisterschaft – Teamsprint (mit Matthew Roe und Joshua Buchel), Mannschaftsverfolgung (mit Dirk Nel, Matthew Roe und Joshua Buchel), Madison (mit Joshua Buchel)

2016
- Afrikameister – Punktefahren, 1000-Meter-Zeitfahren

2017
- Afrikameister – Sprint, Keirin, Zeitfahren, Scratch, Mannschaftsverfolgung (Nolan Hoffman, Steven van Heerden und Joshua van Wyk)
- Afrikameisterschaft – Zweier-Mannschaftsfahren (mit Jarred Poulton)
- Südafrikanischer Meister – Keirin, 1000-Meter-Zeitfahren, Mannschaftsverfolgung (mit Gert Fouche, Bradley Gouveris und Joshua van Wyk)

2018
- Afrikameister – Sprint, Keirin, 1000-Meter-Zeitfahren, Teamsprint (mit Hylton Belitzky und Wade Theunissen), Mannschaftsverfolgung (mit Joshua van Wyk, Steven van Heerden und Gert Fouche)
- Afrikameisterschaft – Scratch
- Südafrikanischer Meister – Sprint, Keirin, 1000-Meter-Zeitfahren, Teamsprint (mit Timothy Kock und Bennedict Moqumo)

2019
- Afrikameister – Sprint, Keirin, 1000-Meter-Zeitfahren
- Südafrikanischer Meister – Sprint, Keirin, 1000-Meter-Zeitfahren

2020
- Afrikameister – Sprint, Keirin, 1000-Meter-Zeitfahren, Teamsprint (mit Wade Theunissen und Joshua van Wyk)

2021
- Afrikameister – Sprint, Keirin, 1000-Meter-Zeitfahren, Teamsprint (mit Joshua van Wyk und Mitchell Sparrow)

2022
- Südafrikanischer Meister – 1000-Meter-Zeitfahren
- Afrikameister – 1000-Meter-Zeitfahren, Keirin, Sprint
- Afrikameisterschaft – Teamsprint (mit Carl Bonthuys und Johannes Myburgh)

2023
- Afrikameister – Sprint, Keirin, Teamsprint (mit Johannes Myburgh und Mitchell Sparrow)
- Südafrikanischer Meister – Sprint, Keirin, Teamsprint (mit James Swart und Matthew Lester)

2024
- Afrikameister – Sprint, Keirin, Teamsprint (mit Johannes Myburgh und Mitchell Sparrow)
- Südafrikanischer Meister – Sprint, Keirin, Teamsprint